# Veniero Di Petta
Veniero Di Petta (Milano, 14 agosto 1917 – Chieti, 3 febbraio 2012) è stato un politico italiano.

## Biografia
Nacque nel 1917 a Milano dal teatino Tommaso Di Petta, giornalista e caporedattore della pagina culturale del Corriere della Sera, il quale morì prematuramente dopo appena tre anni. Rientrato in Abruzzo con la madre e la sorella, prima a Lanciano e poi a Chieti, conseguì la laurea e lavorò come dirigente presso gli enti locali, come la Provincia di Chieti, il Coreco e l'ospedale Santissima Annunziata.
Militò politicamente nelle file della Democrazia Cristiana e fu a lungo consigliere comunale. Rivestì la carica di sindaco di Chieti dal 1985 al 1987, quando rassegnò le dimissioni in polemica con alcuni assessori della stessa sua giunta monocolore. Si ritirò dalla politica attiva nel 1990.
Sposato dal 1944 con Maria Albano, ebbe due figli, Maria Laura e Tommaso. Morì a Chieti il 3 febbraio 2012.